# Artheneidae
Artheneidae Stål, 1872, è una piccola famiglia di insetti Pentatomomorfi dell'ordine Rhynchota Heteroptera, superfamiglia Lygaeoidea, comprendente 20 specie.
Sono insetti di piccole dimensioni, con corpo di 3-4 mm di lunghezza, di profilo oblungo-ovoidale e con tegumento spesso fortemente punteggiato. Il capo è provvisto di ocelli ed ha antenne e rostro di quattro segmenti.
La biologia di questi insetti è poco conosciuta in quanto limitata ad alcune specie americane. La specie Chilacis typhae è associata a piante del genere Typha, delle quali utilizza i semi per alimentarsi. Per alcune specie si ipotizza che lo svernamento avviene nella lettiera di foglie.
Sono diffusi principalmente nella Regione Paleartica, mentre la loro presenza nell'emisfero australe è limitata ad alcune specie endemiche dell'Australia e della Nuova Zelanda. Una sola specie è citata nella Regione neotropicale, mentre nella Regione Afrotropicale sarebbero presenti specie introdotte dalla regione Paleartica.

## Sistematica
La famiglia comprende 20 specie ripartite in 8 generi e si suddivide in quattro sottofamiglie:
- Artheneinae. È la più numerosa, con 16 specie, prevalentemente paleartiche o estese anche al Nordamerica e alla regione Afrotropicale, ripartite fra cinque generi: Artheneidea, Artheneis, Chilacis, Holocranum, Teutates.
- Dilompinae. Endemica dell'Australia, comprende due sole specie, incluse nel genere Dilompus.
- Nothochrominae. Endemica della Nuova Zelanda, comprende la sola specie Nothochromus maoricus.
- Polychisminae. Endemica della Colombia, comprende la sola specie Polychisme ferruginosus.

La posizione sistematica del gruppo è controversa : oltre all'inquadramento sistematico adottato in questa sede, diversi Autori e fonti adottano in alternativa l'inserimento del gruppo al rango di sottofamiglia dei Lygaeidae con la denominazione Artheneinae.